# Bill Collins (cestista)
William Russell Collins, detto Bill (Boston, 15 agosto 1953 – Las Vegas, 14 maggio 2008), è stato un cestista statunitense, professionista in Italia e in Sudamerica.